# Walk off the Earth
Walk off the Earth es un grupo canadiense de rock alternativo, formado en la ciudad de Burlington, Ontario.
Fundada en 2006, la banda se dio a conocer al hacer versiones de las canciones de The Gregory Brothers.  Sin embargo, su mayor éxito sucedió al hacer la versión del tema "Somebody That I Used to Know" de Gotye, con la participación de Sarah Blackwood del grupo The Creepshow. Rápidamente la versión obtuvo más de 48 millones de visitas en YouTube durante el primer mes de su publicación, y recibió respuestas positivas tanto de Gotye como de Kimbra, su acompañante en el tema original.
En el video, los cinco músicos aparecen ejecutando una sola guitarra.  Ellos aseguran que usaron la misma guitarra porque solo tenían una guitarra en ese momento.  El sábado 7 de enero de 2012 el actor Russell Crowe escribió un mensaje en su cuenta de Twitter luego de ver el video, invitando a ver a la banda, y les escribió también en Twitter para que escucharan sus propias composiciones. Alyssa Milano y Troian Bellisario son otros famosos entre sus fanes. Bellisario compartió el video en su cuenta de Tumblr el 20 de enero de 2012. Ellen DeGeneres les hizo una aparición en su show el 23 de enero de 2012, donde interpretaron en vivo «Somebody That I Used to Know», de nuevo con una sola guitarra, a pesar de que uno de ellos, Gianni, estaba enfermo.
El grupo también hizo el cover de «Someone like You» de Adele, «Party Rock Anthem» de LMFAO, y una docena de canciones más.
El 7 de febrero de 2012 la editora de la industria de la música, Crazy Hits, informó que la banda había firmado un contrato de grabación con Columbia Records.
Los integrantes Sarah Blackwood y Gianni Luminati tuvieron a su primer hijo.

## Miembros
- Gianni Luminati – Voz, Guitarra, Bajo, Ukelele, Banjo, Kazoo, Batería, Teclado, Theremín, Beatbox, Xilófono.
- Sarah Blackwood – Voz, Guitarra, Bajo, Kazoo, Ukelele, Banjo, Glockenspiel, Pandereta, Xilófono, Teclado, Percusión.
- Joel Cassady – Voz, Batería, Percusión, Samples, Piano, Bajo, Ukelele , pandereta.

Miembros para las giras
- Lee Bolt - Guitarra, Banjo.

Antiguos miembros
- Mike "Beard Guy" Taylor – Voz, Teclado, Xilófono, Trompeta, Tuba, Melódica. (Fallecido siendo miembro del grupo, el 30 de diciembre de 2018[10])

- Ryan Marshall – Voz, Guitarra, Bajo, Trompeta, Ukelele, Teclado, Armónica,  Cigar box guitar. (Abandona la banda para perseguir una carrera como solista[11])

- Pete Kirkwood – Batería.

## Discografía
Álbumes de estudio
- 2007: Smooth Like Stone on a Beach
- 2010: My Rock
- 2013: R.E.V.O.
- 2015: Sing It All Away
- 2019: Here We Go!
- 2021: Meet You There
- 2023: Stand By You

Recopilatorios y EP
- 2012: Vol.1
- 2012: Vol.2
- 2012: R.E.V.O. EP
- 2013: iTunes Session
- 2014: A Walk off the Earth Christmas EP
- 2015: Under The Covers
- 2017: Beard Ballads, Vol.1
- 2017: Holiday Beard Ballads, Vol.1
- 2018: Subscribe to the Holidays
- 2020: The Journey Starts Today (From Pokémon Journeys)

## Listas de popularidad
| Canción                      | CAN | IRL |
| ---------------------------- | --- | --- |
| Somebody That I Used to Know | 13  | 48  |